# 罗贯中纪念馆

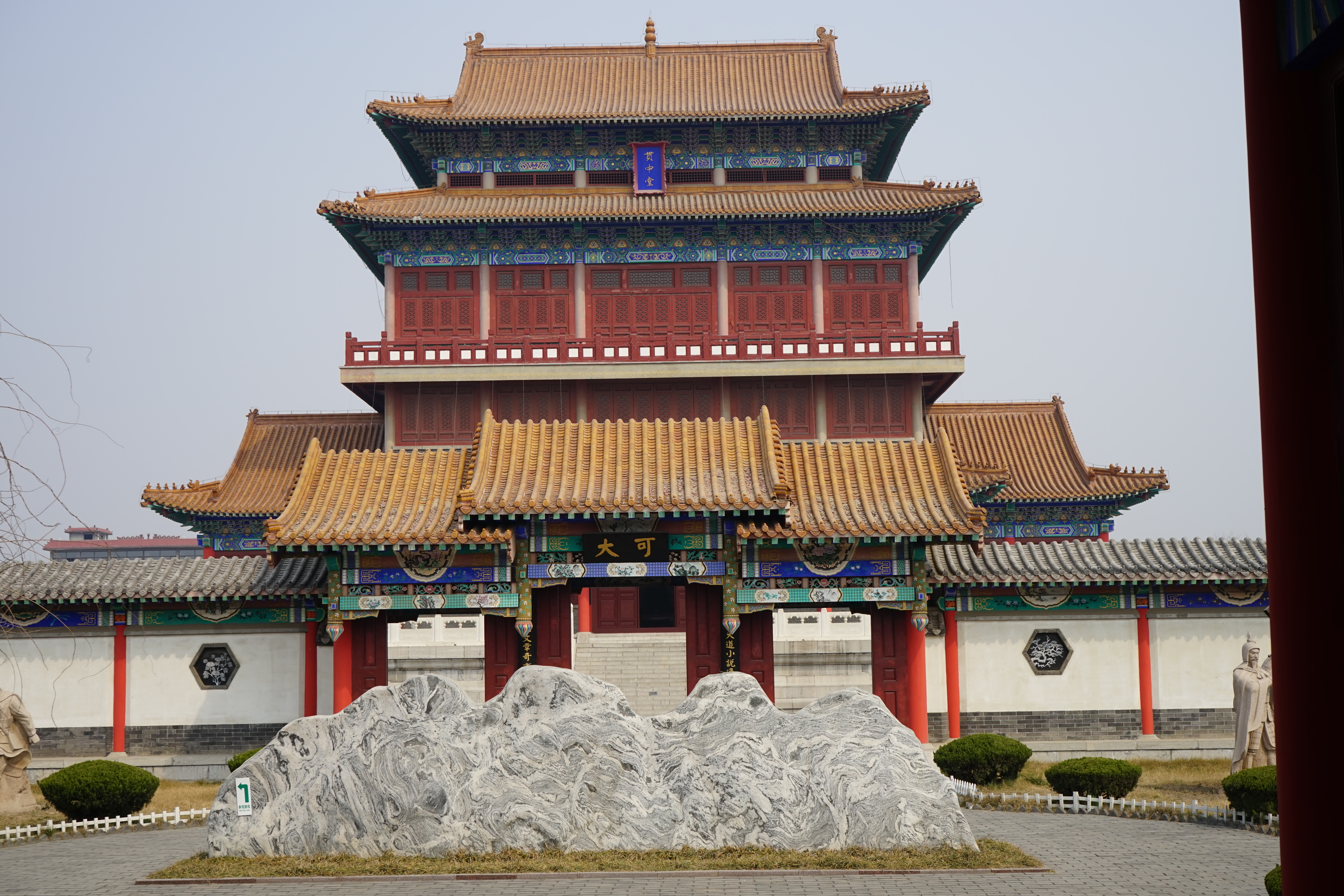
罗贯中纪念馆·贯中堂

罗贯中纪念馆位于山东省东平县罗庄，占地面积3.4万平方米，建筑面积9700平方米，仿照明代建筑风格而建，为东平著名景点。纪念馆中有罗贯中故里牌坊、罗贯中塑像、贯中堂、贯中居、三国园、水浒园等.

## 历史
2011年9月，罗贯中纪念馆正式开馆。2015年，罗贯中诞辰七百周年祭祀大典在罗贯中纪念馆举行。